# Kathleen Booth
Kathleen Booth (ur. jako Britten 9 lipca 1922, zm. 29 września 2022) – brytyjska matematyczka, uznawana za autorkę pierwszego języka programowania typu asembler, programistka i projektantka wczesnych komputerów.

## Życiorys

### Wczesne życie i wykształcenie
Urodziła się w Stourbridge w 1922. Studiowała matematykę stosowaną na Uniwersytecie Londyńskim (BSc 1944, Ph.D. 1950), gdzie poznała swego przyszłego męża, Andrew Bootha. Mają dwójkę dzieci.
Jeszcze w trakcie studiów, od 1942, pracowała naukowo ze swym przyszłym mężem na Birkbeck College, zajmując się maszynami obliczeniowymi. Podczas wojny była prowadziła badania naukowe dla Royal Aircraft Establishment. W 1947 małżonkowie przebywali pół roku w Stanach Zjednoczonych, gdzie na Uniwersytecie w Princeton poznali von Neumanna i konsultowali z nim swe projekty.

### Praca
Między 1947–53 ich relatywnie mały i samodzielny zespół zaprojektował i wybudował kilka prototypów trzech projektów maszyn obliczeniowych: ARC, SEC i APE(X)C. Andrew skupiał się na stronie sprzętowej, a Kathleen na oprogramowaniu. Od 1958 prowadziła zajęcia z tej dziedziny na założonej przez nich nowej katedrze informatycznej. W latach 1946–62 prowadziła badania w firmach prywatnych. W tym czasie badała też możliwość komputerowej symulacji sieci neuronowych (perceptronów), oraz automatycznego tłumaczenia tekstu.
Małżeństwo zdecydowało się opuścić Birkbeck, gdy Andrew nie otrzymał w 1961 oczekiwanego awansu. W 1962 przeprowadzili się do Kanady, gdzie Kathleen rozpoczęła pracę na Uniwersytecie Sasketchewan (1962–72), a następnie Lakehead (1972–78), gdzie uzyskała pełną profesurę.